# Auvers-Saint-Georges
Pour les articles homonymes, voir Auvers, Montfaucon et Saint-Georges.
Auvers-Saint-Georges (prononcé [ovɛʁ sɛ̃  ʒɔʁʒ] ) est une commune française située à 42 kilomètres au sud-ouest de Paris dans le département de l'Essonne en région Île-de-France.

## Géographie

### Situation

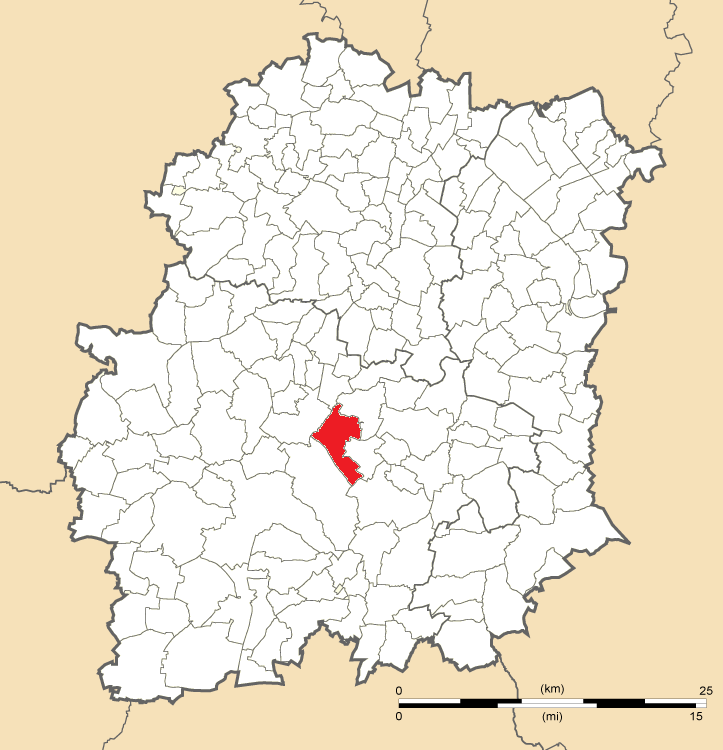
Position d’Auvers-Saint-Georges en Essonne.

Auvers-Saint-Georges est située à quarante-deux kilomètres au sud-ouest de Paris-Notre-Dame, point zéro des routes de France, vingt-trois kilomètres au sud-ouest d'Évry, huit kilomètres au nord-est d'Étampes, dix kilomètres à l'ouest de La Ferté-Alais, onze kilomètres au sud-ouest d'Arpajon, seize kilomètres au sud-est de Dourdan, dix-sept kilomètres au sud-ouest de Montlhéry, vingt-et-un kilomètres au nord-ouest de Milly-la-Forêt, vingt-trois kilomètres au sud-ouest de Corbeil-Essonnes, vingt-cinq kilomètres au sud de Palaiseau.
Elle fait partie des 69 communes du parc naturel régional du Gâtinais français.
| Type d’occupation           | Pourcentage | Superficie (en hectares) |
| --------------------------- | ----------- | ------------------------ |
| Espace urbain construit     | 4,9 %       | 62,83                    |
| Espace urbain non construit | 3,4 %       | 42,77                    |
| Espace rural                | 91,7 %      | 1 163,91                 |
| Source : Iaurif             |             |                          |

### Hydrographie
La commune est traversée par la rivière la Juine.

### Relief et géologie
Le point le plus bas de la commune est situé à soixante-trois mètres d'altitude et le point culminant à cent cinquante-six mètres.
La commune comporte un des sites de la réserve naturelle nationale des sites géologiques de l'Essonne.

### Climat
Pour des articles plus généraux, voir Climat de l'Île-de-France et Climat de l'Essonne.
En 2010, le climat de la commune est de type climat océanique dégradé des plaines du Centre et du Nord, selon une étude du CNRS s'appuyant sur une série de données couvrant la période 1971-2000. En 2020, Météo-France publie une typologie des climats de la France métropolitaine dans laquelle la commune est exposée à un climat océanique altéré et est dans la région climatique Sud-ouest du bassin Parisien, caractérisée par une faible pluviométrie, notamment au printemps (120 à 150 mm) et un hiver froid (3,5 °C).
Pour la période 1971-2000, la température annuelle moyenne est de 11,3 °C, avec une amplitude thermique annuelle de 15,4 °C. Le cumul annuel moyen de précipitations est de 661 mm, avec 11,1 jours de précipitations en janvier et 7,7 jours en juillet. Pour la période 1991-2020, la température moyenne annuelle observée sur la station météorologique la plus proche, située sur la commune de Courdimanche-sur-Essonne à 14 km à vol d'oiseau, est de 11,6 °C et le cumul annuel moyen de précipitations est de 594,8 mm,. Pour l'avenir, les paramètres climatiques de la commune estimés pour 2050 selon différents scénarios d'émission de gaz à effet de serre sont consultables sur un site dédié publié par Météo-France en novembre 2022.

### Voies de communication et transports
La ligne C du RER dessert la gare de la commune voisine d'Étréchy.
La commune est desservie par deux lignes de bus, les lignes 68-16 et 913-50 du réseau de bus Essonne Sud Ouest.

### Lieux-dits, écarts et quartiers
Chagrenon, Saint Fiacre.

## Urbanisme

### Typologie
Au 1er janvier 2024, Auvers-Saint-Georges est catégorisée commune rurale à habitat dispersé, selon la nouvelle grille communale de densité à sept niveaux définie par l'Insee en 2022.
Elle appartient à l'unité urbaine d'Étréchy, une agglomération intra-départementale regroupant six  communes, dont elle est une commune de la banlieue,,. Par ailleurs la commune fait partie de l'aire d'attraction de Paris, dont elle est une commune de la couronne,. Cette aire regroupe 1 929 communes,.

## Toponymie
Le nom de la localité est attesté sous les formes Alberia puis Alveris en 1082, Auversiaco en 1132, Auversio et Alversio en 1195. La commune fut créée en 1793 sous le nom d'Auvers, la mention de « Saint-Georges » relative à l'église paroissiale fut ajoutée en 1801 dans le Bulletin des lois.
Auvers correspond à un type toponymique que l'on rencontre dans la Sarthe, la Haute-Loire et la Manche.
Les toponymistes envisagent différentes interprétations dont aucune ne fait l'unanimité.

Il peut s'agir d'un surnom gaulois ethnique Arvernus, d'après l'ethnonyme Arvernes,. Moins probablement, cette dénomination peut avoir un caractère topographique are « devant » et vern- « aulne » (cf. verne). Cette dernière explication a longtemps été utilisée également pour expliquer l'ethnonyme, mais elle est aujourd'hui rejetée par des spécialistes du gaulois qui considère ver- comme le radical signifiant « au-dessus ».
Note : l'évolution du radical Arvern- > Alvern- > Alver- > Auver- est tout à fait conforme aux règles phonétiques de la langue française.

## Histoire
Le territoire d'Auvers-Saint-Georges fut disputé au VIIe siècle entre deux royaumes francs, celui de Neustrie commandé par Childebert et celui d'Austrasie. Il est également un lieu de bataille durant la guerre de Cent Ans.
Lors de la seconde guerre, au début du mois d'aout 1944, j'étais avec mon grand-père dans une maison qu'on nous avait louée ou prêtée ? afin de s'éloigner d'Étréchy et d'Étampes où il y avait des bombardements. Un jour (j' étais très jeune..6ans) j'ai vu les Allemands venir et nous obliger à les loger, l'un était âgé et a discuté gentiment avec mon grand-père, ils avaient le même âge et le même métier, ébéniste, et il m'a même donné une tablette de chocolat mais l'autre qui devait avoir 20 ans, était très grand et il a été très méchant avec nous car en passant la porte il avait cassé ses lunettes de soleil. Le vieux a fait signe a mon grand-père de faire attention. On les a eu quelques jours, puis ils sont partis soit sur des vélos soit dans des charrettes avec des chevaux...ils se sauvaient. Et nous nous sommes repartis à Étréchy ou plutôt à Pierre-Brou, un hameau où nous avions une maison de vacances, c'était un ancien poste de diligence. Les bombes étaient tombées dans le jardin. (Josette  Poulard-Steinmann, souvenirs de mon enfance)
Lors de la Seconde Guerre mondiale, la commune a été libérée le 22 août 1944.

## Population et société

### Démographie
Les habitants sont nommés les Auversois.

#### Évolution démographique
L'évolution du nombre d'habitants est connue à travers les recensements de la population effectués dans la commune depuis 1793. Pour les communes de moins de 10 000 habitants, une enquête de recensement portant sur toute la population est réalisée tous les cinq ans, les populations de référence des années intermédiaires étant quant à elles estimées par interpolation ou extrapolation. Pour la commune, le premier recensement exhaustif entrant dans le cadre du nouveau dispositif a été réalisé en 2008.

En 2022, la commune comptait 1 250 habitants, en évolution de −3,4 % par rapport à 2016 (Essonne : +2,89 %, France hors Mayotte : +2,11 %).
| 1793 | 1800 | 1806 | 1821 | 1831 | 1836 | 1841 | 1846  | 1851 |
| ---- | ---- | ---- | ---- | ---- | ---- | ---- | ----- | ---- |
| 875  | 883  | 977  | 907  | 942  | 930  | 930  | 1 020 | 990  |

| 1856 | 1861 | 1866  | 1872 | 1876 | 1881 | 1886 | 1891 | 1896 |
| ---- | ---- | ----- | ---- | ---- | ---- | ---- | ---- | ---- |
| 932  | 961  | 1 011 | 947  | 901  | 910  | 938  | 417  | 451  |

| 1901 | 1906 | 1911 | 1921 | 1926 | 1931 | 1936 | 1946 | 1954 |
| ---- | ---- | ---- | ---- | ---- | ---- | ---- | ---- | ---- |
| 436  | 436  | 431  | 392  | 434  | 446  | 400  | 495  | 506  |

| 1962 | 1968 | 1975 | 1982 | 1990 | 1999  | 2006  | 2008  | 2013  |
| ---- | ---- | ---- | ---- | ---- | ----- | ----- | ----- | ----- |
| 536  | 574  | 639  | 842  | 992  | 1 059 | 1 151 | 1 179 | 1 304 |

| 2018  | 2022  | - | - | - | - | - | - | - |
| ----- | ----- | - | - | - | - | - | - | - |
| 1 272 | 1 250 | - | - | - | - | - | - | - |

#### Pyramide des âges
En 2018, le taux de personnes d'un âge inférieur à 30 ans s'élève à 36,8 %, soit en dessous de la moyenne départementale (39,9 %). À l'inverse, le taux de personnes d'âge supérieur à 60 ans est de 22,4 % la même année, alors qu'il est de 20,1 % au niveau départemental.
En 2018, la commune comptait 643 hommes pour 629 femmes, soit un taux de 50,55 % d'hommes, légèrement supérieur au taux départemental (48,98 %).
Les pyramides des âges de la commune et du département s'établissent comme suit.
| Hommes | Classe d’âge | Femmes |
| ------ | ------------ | ------ |
| 0,3    | 90 ou +      | 0,6    |
| 4,7    | 75-89 ans    | 6,2    |
| 17,1   | 60-74 ans    | 15,9   |
| 21,2   | 45-59 ans    | 22,6   |
| 18,8   | 30-44 ans    | 19,1   |
| 17,0   | 15-29 ans    | 16,2   |
| 21,0   | 0-14 ans     | 19,4   |

| Hommes | Classe d’âge | Femmes |
| ------ | ------------ | ------ |
| 0,5    | 90 ou +      | 1,4    |
| 5,4    | 75-89 ans    | 7,2    |
| 12,9   | 60-74 ans    | 13,9   |
| 20     | 45-59 ans    | 19,4   |
| 19,9   | 30-44 ans    | 20,1   |
| 20     | 15-29 ans    | 18,2   |
| 21,3   | 0-14 ans     | 19,8   |

## Politique et administration

### Politique locale
La commune d'Auvers-Saint-Georges est rattachée au canton d'Étampes, représenté par les conseillers départementaux Marie-Claire Chambaret et Guy Crosnier (DVD), à l'arrondissement d’Étampes et à la troisième circonscription de l'Essonne, représentée par la députée Laëtitia Romeiro Dias (LREM).
L'Insee attribue à la commune le code 91 1 09 038. La commune de est enregistrée au répertoire des entreprises sous le code SIREN 219 100 385. Son activité est enregistrée sous le code APE 8411Z.

### Liste des maires
| Période                                  | Période  | Identité      | Étiquette | Qualité       |
| ---------------------------------------- | -------- | ------------- | --------- | ------------- |
| Les données manquantes sont à compléter. |          |               |           |               |
| 19 mars 1989                             | En cours | Denis Meunier | UMP → DVD | Fonctionnaire |

### Tendances et résultats politiques
Élections présidentielles, résultats des deuxièmes tours :
- Élection présidentielle de 2002 : 83,45 % pour Jacques Chirac (RPR), 16,55 % pour Jean-Marie Le Pen (FN), 86,30 % de participation[45].
- Élection présidentielle de 2007 : 58,75 % pour Nicolas Sarkozy (UMP), 41,25 % pour Ségolène Royal (PS), 88,42 % de participation[46].
- Élection présidentielle de 2012 : 50,96 % pour Nicolas Sarkozy (UMP), 49,04 % pour François Hollande (PS), 84,70 % de participation[47].
- Élection présidentielle de 2017 : 62,98 % pour Emmanuel Macron (LREM), 37,02 % pour Marine Le Pen (FN), 77,39 % de participation.

Élections législatives, résultats des deuxièmes tours :
- Élections législatives de 2002 : 57,21 % pour Geneviève Colot (UMP), 42,79 % pour Yves Tavernier (PS), 65,92 % de participation[48].
- Élections législatives de 2007 : 59,39 % pour Geneviève Colot (UMP), 40,61 % pour Brigitte Zins (PS), 64,98 % de participation[49].
- Élections législatives de 2012 : 51,97 % pour Michel Pouzol (PS), 48,03 % pour Geneviève Colot (UMP), 60,18 % de participation[50].
- Élections législatives de 2017 : 59,40 % pour Laëtitia Romeiro Dias (LREM), 40,60 % pour Virginie Araujo (LFI), 46,96 % de participation.

Élections européennes, résultats des deux meilleurs scores :
- Élections européennes de 2004 : 22,82 % pour Harlem Désir (PS), 19,15 % pour Patrick Gaubert (UMP), 49,26 % de participation[51].
- Élections européennes de 2009 : 28,42 % pour Michel Barnier (UMP), 22,74 % pour Daniel Cohn-Bendit (Les Verts), 46,18 % de participation[52].
- Élections européennes de 2014 : 30,34 % pour Aymeric Chauprade (FN), 21,36 % pour Alain Lamassoure (UMP), 47,88 % de participation.
- Élections européennes de 2019 : 23,27 % pour Jordan Bardella (RN), 20,12 % pour Nathalie Loiseau (LREM), 58,92 % de participation.

Élections régionales, résultats des deux meilleurs scores :
- Élections régionales de 2004 : 42,59 % pour Jean-François Copé (UMP) et Jean-Paul Huchon (PS), 14,82 % pour Marine Le Pen (FN), 74,83 % de participation[53].
- Élections régionales de 2010 : 57,78 % pour Jean-Paul Huchon (PS), 42,22 % Valérie Pécresse (UMP), 54,50 % de participation[54].
- Élections régionales de 2015 : 39,46 % pour Valérie Pécresse (LR), 32,38 % Claude Bartolone (PS), 59,68 % de participation.
- Élections régionales de 2021 : 37,62 % pour Valérie Pécresse (SL), 30,55 % Julien Bayou (EÉLV), 36,13 % de participation.

Élections cantonales et départementales, résultats des deuxièmes tours :
- Élections cantonales de 2004 : 58,10 % pour Denis Meunier (DVD), 41,90 % pour Claire-Lise Campion (PS), 74,01 % de participation[55].
- Élections cantonales de 2011 : 50,00 % pour Christine Dubois (UMP), 50,00 % pour Claire-Lise Campion (PS), 47,93 % de participation[56].
- Élections départementales de 2015 : 62,81 % pour Marie-Claire Chambaret (DVD) et Guy Crosnier (UMP), 37,19 % pour Valentin Millard et Maryvonne Roulet (FN), 48,73 % de participation.
- Élections départementales de 2021 : 58,02 % pour Marie-Claire Chambaret (DVD) et Guy Crosnier (LR), 41,98 % pour Matthieu Hillaire (LFI) et Michèle Kauffer (PCF), 36,13 % de participation.

Élections municipales, résultats des deuxièmes tours :
- Élections municipales de 2001 : données manquantes.
- Élections municipales de 2008 : 345 voix pour Claude Corvisy (?) élu au premier tour, 345 voix pour Vincent Gardon (?), 70,64 % de participation[57].
- Élections municipales de 2014 : 100,00 % pour Denis Meunier (UMP) élu au premier tour, 57,38 % de participation.
- Élections municipales de 2020 : 100,00 % pour Denis Meunier (DVD) élu au premier tour, 36,93 % de participation.

Référendums :
- Référendum de 2000 relatif au quinquennat présidentiel : 66,08 % pour le Oui, 33,92 % pour le Non, 38,14 % de participation[58].
- Référendum de 2005 relatif au traité établissant une Constitution pour l'Europe : 56,99 % pour le Non, 43,01 % pour le Oui, 77,20 % de participation[59].

### Enseignement
Les établissements scolaires d'Auvers-Saint-Georges dépendent de l'académie de Versailles. Elle dispose sur son territoire d'une école élémentaire publique.

### Jumelages
La commune n'a développé aucune association de jumelage.

## Vie quotidienne à Auvers-Saint-Georges

### Lieux de culte

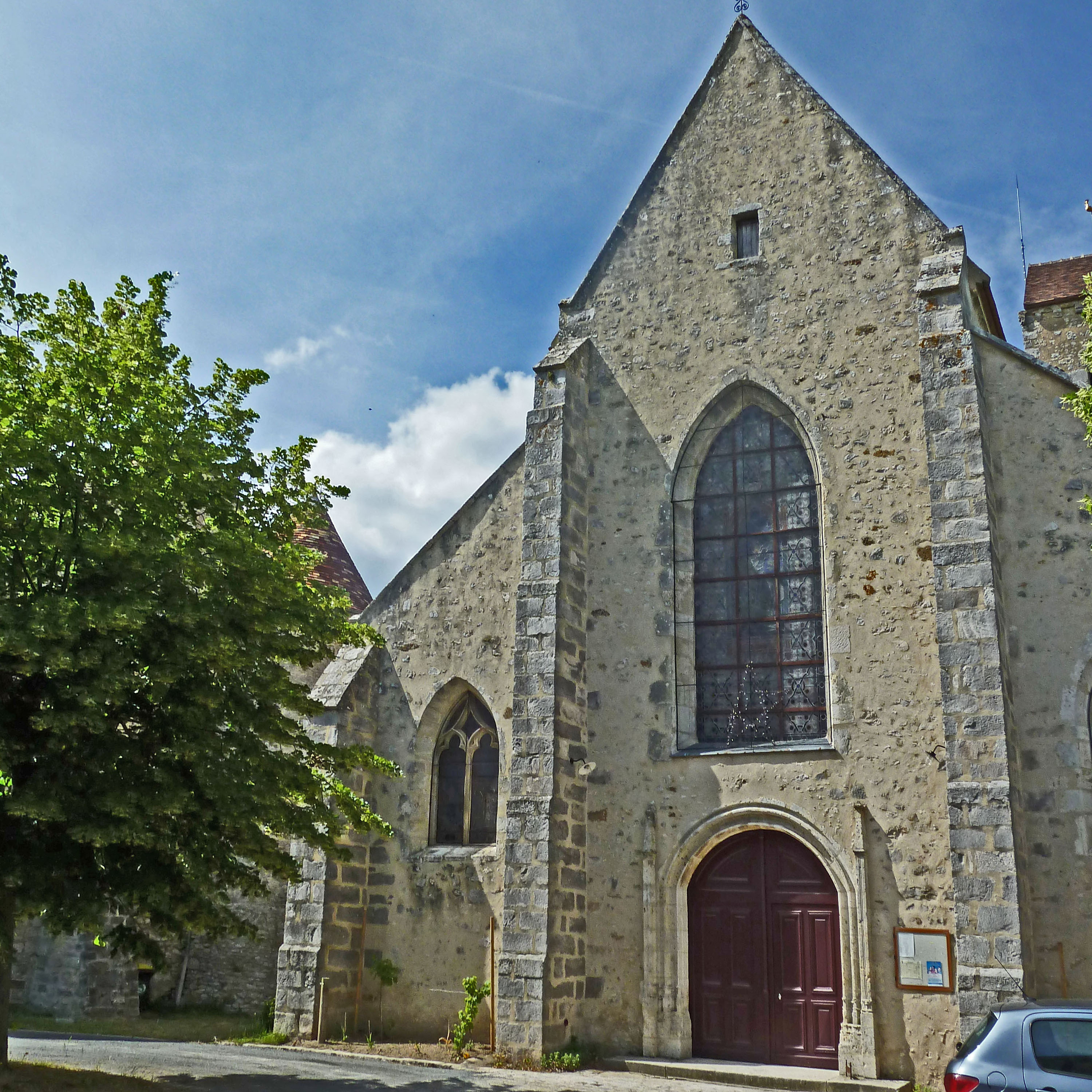
L'église Saint-Georges.

La paroisse catholique d'Auvers-Saint-Georges est rattachée au secteur pastoral de la Vallée de la Juine-Étréchy et du diocèse d'Évry-Corbeil-Essonnes. Elle dispose de l'église Saint-Georges.

### Médias
L'hebdomadaire Le Républicain relate les informations locales. La commune est en outre dans le bassin d'émission des chaînes de télévision France 3 Paris Île-de-France Centre, IDF1 et Téléssonne intégré à Télif.

## Économie

### Emplois, revenus et niveau de vie
En 2010, le revenu fiscal médian par ménage était de 46 309 €, ce qui plaçait Auvers-Saint-Georges au 658e rang parmi les 31 525 communes de plus de 39 ménages en métropole.
| Répartition des emplois par catégories socioprofessionnelles en 2006. |              |                                           |                                                   |                            |                          |                           |
|                                                                       | Agriculteurs | Artisans, commerçants, chefs d’entreprise | Cadres et professions intellectuelles supérieures | Professions intermédiaires | Employés                 | Ouvriers                  |
| Auvers-Saint-Georges                                                  | -            | -                                         | -                                                 | -                          | -                        | -                         |
| Zone d'emploi de Dourdan                                              | 0,7 %        | 6,0 %                                     | 18,9 %                                            | 28,5 %                     | 26,3 %                   | 19,6 %                    |
| Moyenne nationale                                                     | 2,2 %        | 6,0 %                                     | 15,4 %                                            | 24,6 %                     | 28,7 %                   | 23,2 %                    |
| Répartition des emplois par secteurs d’activités en 2006.             |              |                                           |                                                   |                            |                          |                           |
|                                                                       | Agriculture  | Industrie                                 | Construction                                      | Commerce                   | Services aux entreprises | Services aux particuliers |
| Auvers-Saint-Georges                                                  | -            | -                                         | -                                                 | -                          | -                        | -                         |
| Zone d'emploi de Dourdan                                              | 1,7 %        | 10,4 %                                    | 7,5 %                                             | 11,8 %                     | 21,6 %                   | 6,9 %                     |
| Moyenne nationale                                                     | 3,5 %        | 15,2 %                                    | 6,4 %                                             | 13,3 %                     | 13,3 %                   | 7,6 %                     |
| Sources : Insee,                                                      |              |                                           |                                                   |                            |                          |                           |

## Culture locale et patrimoine

### Patrimoine environnemental
Les berges de la Juine et les espaces boisés entourant le bourg ont été recensés au titre des espaces naturels sensibles par le conseil général de l'Essonne.
La « Réserve Naturelle des Sites Géologiques de l'Essonne » protège six sites d'affleurement, de type stratotype du stampien, dont la « Carrière des Sablons ». Cette réserve a été mise en place par le décret no 89-499 du 17 juillet 1989.

### Patrimoine architectural
L'église Saint-Georges a été inscrite aux monuments historiques le 17 février 1950.
Le pont de pierre du chemin de Vaux, XVIIe  au  XVIIIe siècle, permet de franchir la rivière la Juine à hauteur du moulin de Vaux.
Deux moulins, de Vaux et du Chagrenon, hors activité de meunerie, subsistent encore sur le territoire de la commune.

### Héraldique et logotype
| Blason de Auvers-Saint-Georges | Blason  | De sinople à saint Georges à cheval terrassant le dragon, le tout contourné d'argent et soutenu de deux coquilles d'escargot du même. |
| Blason de Auvers-Saint-Georges | Détails | Officiel |
| Blason de Auvers-Saint-Georges | Alias   | Elle a aussi un logotype. |